# Whatcheeria deltae
Whatcheeria deltae è un tetrapode estinto, vissuto nel Carbonifero inferiore (circa 340 milioni di anni fa). I suoi resti fossili sono stati ritrovati in Nordamerica (Iowa).

## Descrizione
Questo animale è noto per numerosi esemplari ed è quindi possibile ricostruirne l'aspetto. Doveva essere lungo circa due metri, una misura insolitamente grande per un tetrapode così arcaico.

### Cranio
Whatcheeria possedeva un cranio molto diverso da quello degli altri tetrapodi arcaici: era insolitamente stretto e alto, e terminava in un muso appuntito. Di fronte alle orbite era presente un osso prefrontale che formava una cresta prominente. Il prefrontale, inoltre, era proiettato verso il basso, e andava a coprire una cavità, probabilmente un sinus paranasale. Vi era una sorta di sovrapposizione dell'osso lacrimale con il nasale e il prefrontale, e una separazione tra le due ossa nasali.
Whatcheeria possedeva un forame parietale (un foro sulla sommità del cranio dietro gli occhi) di dimensioni piuttosto grandi. Le ossa della superficie cranica erano insolitamente lisce, una caratteristica insolita nei tetrapodi arcaici (tipicamente dotati di crani dall'ornamentazione costituita da piccoli fori). Whatcheeria possedeva una combinazione di tratti primitivi e derivati. Come gli altri tetrapodi basali, questo animale presentava una serie di linee laterali attraverso il cranio, file di denti sul palato e piccoli forami di Meckel attraverso la superficie della mandibola.
Il palato era insolitamente stretto, e il cranio in generale era lungo oltre due volte la sua larghezza. Caratteristiche primitive del palato erano date dalla presenza di vacuità interpterigoidee particolarmente strette e dalla presenza di zanne su vomere, palatino ed ectopterigoide. Tra le caratteristiche derivate del palato vi erano invece l'assenza di una finestra palatale e la premascella con una piattaforma palatale; queste caratteristiche si riscontrano solo in Proterogyrinus tra i tetrapodi arcaici. A differenza dell'assai simile Pederpes, lo pterigoide era ricoperto di denticoli, mentre vomere, palatino ed ectopterigoide erano dotati solo di denti labirintodonti. Le grandi coane ospitavano grandi zanne presenti sull'osso dentale quando la bocca era chiusa; questa caratteristica non si riscontra in alcun tetrapode arcaico noto. La staffa sembrerebbe essere più colonnare e meno piatta rispetto a quella dei tetrapodi più arcaici.

### Scheletro postcranico
Le proporzioni dello scheletro erano del tutto diverse da quelle di qualunque altro tetrapode del Devoniano e del Carbonifero inferiore. Le zampe erano particolarmente robuste, come quelle degli animali terrestri, ma gli elementi del carpo e del tarso non erano ossificati; ciò indica che probabilmente Whatcheeria non era in grado di muoversi attivamente sulla terraferma, e compiva una sorta di "camminata subacquea". Il collo di Whatcheeria, inoltre, era insolitamente allungato. Vi era infine un cleitro, un osso del cinto pettorale che si protendeva dalla scapola. Il cleitro, nei pesci a pinne lobate (gli antenati dei tetrapodi) era attaccato al cranio, ma nei tetrapodi veri e propri se ne distaccò per permettere al collo di muoversi più liberamente. 

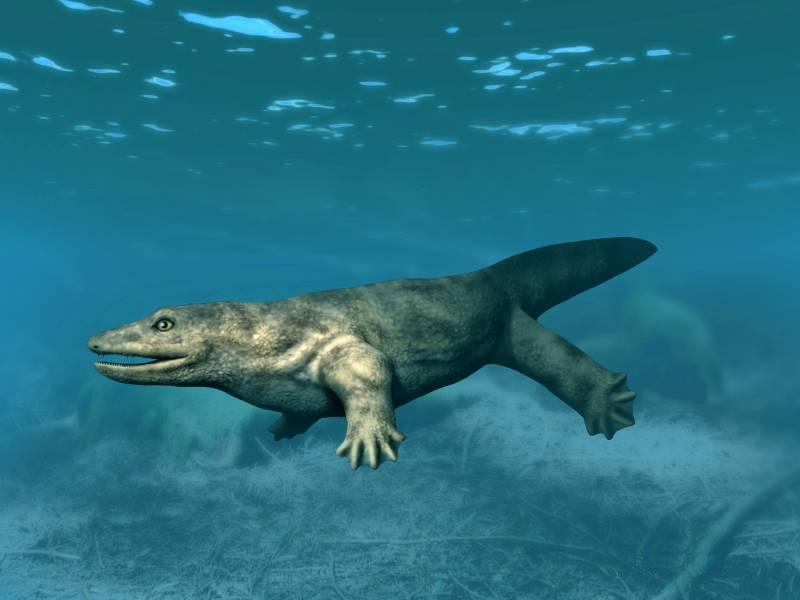
Ricostruzione di Whatcheeria deltae

## Classificazione
Whatcheeria deltae venne descritto per la prima volta nel 1995, sulla base di numerosi resti fossili ritrovati nella zona di Delta in Iowa. La località restituì centinaia di fossili di tetrapodi, quasi tutti appartenenti al genere Whatcheeria; alcuni, tuttavia, sono ascrivibili ad anfibi temnospondili e ad embolomeri. Nello stesso giacimento sono stati ritrovati anche piante e pesci. Il nome generico Whatcheeria si riferisce a What Cheer, la città natale dello scopritore dei primi fossili di questo animale.
Whatcheeria è il genere eponimo della famiglia Whatcheeriidae, un piccolo gruppo di tetrapodi arcaici comprendenti anche il ben noto Pederpes e (forse) l'enigmatico Ossinodus, vissuti nel Carbonifero inferiore e dotati di caratteristiche primitive e derivate. I whatcheeriidi colmano inoltre il cosiddetto "Romer's gap", un periodo oscuro nella documentazione paleontologica dei tetrapodi risalente al Carbonifero inferiore.

## Paleoecologia
Whatcheeria occupava una nicchia ecologica di grandi predatori acquatici. Le zampe robuste ma dalle articolazioni cartilaginee erano probabilmente utili per spostarsi "camminando" sul fondale, come anche indicato dal notevole sviluppo dei canali della linea laterale sul cranio. La morfologia delle suture delle ossa craniche, inoltre, indica che la testa di Whatcheeria era ben adattata a resistere a stress meccanici causati dal mordere grandi prede con le grandi zanne anteriori.

## Paleobiologia
La stragrande maggioranza dei fossili di Whatcheeria è costituita da esemplari immaturi; solo alcuni rari esemplari incompleti indicano che allo stadio adulto questo animale poteva raggiungere le ragguardevoli dimensioni di due metri di lunghezza.
Uno studio riguardante l'istologia ossea di una serie di esemplari di Whatcheeria di età diverse ha indicato la presenza di osso fibrolamellare, un tipo di tessuto osseo primario associato a una crescita rapida dell'individuo. I dati dello studio indicano che i giovani esemplari di Whatcheeria crescevano rapidamente e raggiungevano molto velocemente la maturità scheletrica; ciò consentiva loro di occupare presto la nicchia di predatori di grandi dimensioni nel loro paleoambiente. Questa strategia di sviluppo contrasta con quelle descritte per altri tetrapodi basali, e indica una notevole diversità di modelli di crescita all'origine della diversificazione dei tetrapodi; la presenza di osso fibrolamellare in Whatcheeria è inaspettata in quanto molto precoce nei tetrapodi, sia temporalmente che filogeneticamente. Questi risultati rivelano che la rapida crescita degli esemplari giovani non è limitata ai soli amnioti (il gruppo di tetrapodi comprendente rettili e mammiferi), ma ha una storia profonda nel clado dei tetrapodi e potrebbe aver svolto un ruolo (finora non percepito) nella conquista della terraferma da parte dei tetrapodi (Whitney et al., 2022).